# Google Präsentationen
Google Präsentationen (englisch Google Slides) ist ein Präsentationsprogramm von Google, das Teil der kostenlosen, webbasierten Suite Google Docs Editors ist. Die Suite umfasst noch Google Docs, Google Tabellen, Google Zeichnungen, Google Formulare, Google Sites und Google Notizen.
Google Slides ist als Webanwendung, mobile App für Android, iOS, Windows, Blackberry und als Desktopanwendung auf Google Chrome OS verfügbar. Die App ist mit PowerPoint-Dateiformaten kompatibel. Allerdings ist das importieren immer wieder wegen einzelner Funktionen nicht einwandfrei. Die App ermöglicht es Benutzern, Dateien online zu erstellen und zu bearbeiten und gleichzeitig mit anderen Benutzern in Echtzeit zusammenzuarbeiten. Änderungen werden vom Benutzer mit einem Versionsverlauf verfolgt, der die Bearbeitungen chronologisch darstellt. Die Position eines Bearbeiters wird mit einer editorspezifischen Farbe und einem Cursor hervorgehoben und ein Rechtesystem regelt, was Benutzer tun können. Updates haben Funktionen eingeführt, die maschinelles Lernen verwenden, darunter die Erkunden-Funktion, die vorgeschlagenen Layouts und Bilder für Präsentationen bietet, und Action Items, mit denen Benutzer anderen Benutzern Aufgaben zuweisen können.

## Geschichte
Im September 2007 veröffentlichte Google ein Präsentationsprogramm für die Google Docs-Suite, die aus der Übernahme von Tonic Systems durch das Unternehmen am 17. April 2007 hervorging. Im März 2010 erwarb Google DocVerse, ein Unternehmen, das die Online-Zusammenarbeit zwischen mehreren Benutzern auf Microsoft PowerPoint und anderen Microsoft-Office-Diensten wie Word und Excel ermöglichte. Auf DocVerse basierende Verbesserungen wurden angekündigt und im April 2010 bereitgestellt. Im Juni 2012 erwarb Google Quickoffice, eine proprietäre Freeware-Produktivitätssuite für mobile Geräte. Im Oktober 2012 wurde das damalige englische Google Presentations in Google Slides umbenannt und eine Chrome-App veröffentlicht, die Verknüpfungen zu Slides auf der neuen Registerkarte von Chrome bereitstellte.

## Plattformen
Google Präsentationen ist als Webanwendung verfügbar, die von den Webbrowsern Google Chrome, Mozilla Firefox, Internet Explorer, Microsoft Edge und Apples Safari unterstützt wird. Benutzer können über Google Drive auf Präsentationen sowie andere Dateien zugreifen. Im Juni 2014 hat Google eine spezielle Website-Startseite für Präsentationen eingeführt, die nur Dateien enthielt, die mit der Suite erstellt wurden. Im Jahr 2014 hat Google eine dedizierte mobile App für Präsentationen auf den Markt gebracht, die für Android und iOS verfügbar ist. Im Jahr 2015 wurde die mobile Webseite für Präsentationen mit einer „einfacheren, einheitlicheren“ Oberfläche aktualisiert, und Benutzer, die versuchten, Präsentationen zu bearbeiten, auf die dedizierte mobile App für Slides umgeleitet, wodurch die Bearbeitung über den Browser auf mobilen Geräten verhindert wurde.

## Features

### Bearbeiten

#### Zusammenarbeit und Versionsverlauf
Präsentationen dient als kollaboratives Werkzeug zum gemeinsamen Bearbeiten von Präsentationen in Echtzeit. Präsentationen können von mehreren Benutzern gleichzeitig geteilt, geöffnet und bearbeitet werden, und Benutzer können die Änderungen Folie für Folie und Zeichen für Zeichen sehen, während andere Mitarbeiter diese vornehmen. Änderungen werden automatisch auf den Servern von Google gespeichert, und es wird automatisch ein Versionsverlauf, über den sich ältere Versionen auch einsehen und wiederherstellen lassen.
Die aktuelle Position eines Redakteurs wird mit einer editorspezifischen Farbe bzw. einem Cursor dargestellt. Wenn also ein anderer Redakteur dieselbe Folie anzeigt, kann er die vorgenommenen Änderungen sofort sehen. Eine Chat-Funktion in der Seitenleiste ermöglicht es Mitarbeitern, Änderungen zu besprechen. Der Versionsverlauf ermöglicht es Benutzern, die an einem Dokument vorgenommenen Ergänzungen zu sehen, wobei jeder Autor nach Farbe und, falls angemeldet, Name unterschieden wird. Dabei kann nicht gesteuert werden, wie oft Versionen gespeichert werden, wobei normalerweise jede Sitzung von der Software erkannt und als Änderungsgruppe mit jeder untergeordneten Teiländerung einsehbar zusammengefasst wird. Dateien können in verschiedenen Formaten, einschließlich HTML, JPEG und PDF, auf den lokalen Computer eines Benutzers exportiert werden.

#### Erkunden
Erkunden wurde im September 2016 eingeführt und bietet durch maschinelles Lernen zusätzliche Funktionen für die Suite. In Google Slides generiert Erkunden dynamisch Designvorschläge basierend auf dem Inhalt jeder Folie. Die Funktionen der Suite folgen der Einführung eines grundlegenderen Recherchetools, das ursprünglich im Jahr 2012 eingeführt wurde.

#### Action Items
Im Oktober 2016 kündigte Google an, Präsentationen um Action Items zu erweitern. Wenn ein Benutzer den Namen einer Person schreibt, wird die Präsentation in einem Kommentar geteilt, der Dienst weist dieser Person diese Aktion intelligent zu. Google gibt an, dass dies es anderen Mitarbeitern erleichtern wird, zu erkennen, wer für einzelne Aufgaben zuständig ist. Wenn ein Benutzer Google Tabellen oder eine der anderen Suite-Anwendungen besucht, werden alle Dateien mit ihm zugewiesenen Aufgaben mit einem Hinweis gekennzeichnet.

#### Add-ons
Im März 2014 führte Google Add-ons ein; Tools von Drittanbietern, die den Dienst um weitere Funktionen erweitern.

#### Offlinebearbeitung
Um Präsentationen offline anzuzeigen und zu bearbeiten, müssen Benutzer den Google Chrome-Webbrowser verwenden. Eine Chrome-Erweiterung, Google Docs Offline, ermöglicht es Benutzern, die Offline-Unterstützung für Präsentationen-Dateien auf der Google Drive-Website zu aktivieren. Die Android- und iOS-Apps unterstützen nativ die Offline-Bearbeitung, wobei die Dateien lediglich zuzüglich zur Cloud-Sicherung lokal gespeichert werden müssen.

### Dateien

#### Unterstützte Dateiformate und Einschränkungen
(Punkt vor Dateiendungen und Groß- und Kleinschreibung zur Vereinfachung vernachlässigt)
- GSLIDES (Standard-Präsentationen-Format)
- JPEG (JPEG Bilddatei)
- ODP (OpenDocument Presentation)
- PDF (Portable Document Format)
- PNG (Portable Network Graphics)
- POT (Microsoft PowerPoint Template (Legacy))
- POTM (Microsoft PowerPoint Macro-Enabled Presentation Template)
- POTX (Microsoft PowerPoint Presentation Template)
- PPS (Microsoft PowerPoint Slide Show (Legacy))
- PPSM (Microsoft PowerPoint Macro-Enabled Show)
- PPSX (Microsoft PowerPoint Slide Show)
- PPT (Microsoft PowerPoint Presentation (Legacy))
- PPTX (Microsoft PowerPoint Presentation)
- PPTM (Microsoft PowerPoint Macro-Enabled Presentation)
- SVG (Scalable Vector Graphics)
- TXT (Plain text)

Präsentationsdateien, die in das .gslides-Format konvertiert wurden, dürfen nicht größer als 100 MB sein. Die eingefügten Bilder dürfen nicht größer als 50 MB sein und müssen entweder im .jpg-, .png- oder .gif-Format vorliegen.

#### Google Workspace
Google Slides ist für Einzelpersonen kostenlos, aber auch als Teil des geschäftsorientierten Google Workspace (ehemals G Suite)-Dienstes von Google verfügbar, einem monatlichen Abonnement, das zusätzliche Funktionen freischaltet.

### Weitere Features
Ein einfaches Tool zum Suchen und Ersetzen ist verfügbar, und wie alle Programme der Suite enthält Präsentationen ein Tool für die Web-Zwischenablage, mit dem Benutzer Inhalte zwischen Präsentationen und den anderen Apps der Suite kopieren und einfügen können. Die Web-Zwischenablage kann auch zum Kopieren und Einfügen von Inhalten zwischen verschiedenen Computern verwendet werden. Kopierte Elemente werden bis zu 30 Tage lang auf den Servern von Google gespeichert. Für das meiste Kopieren und Einfügen unterstützt Google Präsentationen auch Tastenkombinationen.
Google bietet eine Erweiterung für Google Chrome namens Office Editing for Docs, Sheets and Slides an, mit der Benutzer PowerPoint und andere Microsoft-Office-Dokumente in Google Chrome anzeigen und bearbeiten können. Die Erweiterung kann zum Öffnen von auf dem Computer gespeicherten Office-Dateien mit Chrome sowie zum Öffnen von im Web gefundenen Office-Dateien (in Form von E-Mail-Anhängen, Websuchergebnissen usw.) verwendet werden, ohne sie herunterladen zu müssen. Die Erweiterung ist standardmäßig auf Chrome OS installiert.

### Abgekündigte Features
Google Cloud Connect war ein Plug-in für Microsoft Office 2003, 2007 und 2010, das jede PowerPoint-Präsentation automatisch speichern und mit Google Docs (vor der Einführung von Drive) in den Formaten Google Präsentationen oder PowerPoint synchronisieren konnte. Die Online-Kopie wurde bei jedem Speichern des PowerPoint-Dokuments automatisch aktualisiert. PowerPoint-Dokumente können offline bearbeitet und später online synchronisiert werden. Google Cloud Connect verwaltete frühere Dokumentversionen und ermöglichte mehreren Benutzern die Zusammenarbeit, indem sie gleichzeitig an demselben Dokument arbeiten. Google Cloud Connect wurde zum 30. April 2013 eingestellt, da Google Drive laut Entwickler alle oben genannten Aufgaben „mit besseren Ergebnissen“ erfüllt.